# Proviverrinae
De Proviverrinae is een onderfamilie van uitgestorven roofzoogdieren uit de familie Hyaenodontidae van de orde Creodonta. Naamgever van de onderfamilie is het  geslacht Proviverra.

## Ontwikkeling
De Proviverrinae ontstond in het Laat-Paleoceen in Afrika met Lahimia uit het Ouled Abdoun-bekken als oudst bekende vorm. Vanuit Afrika migreerden de proviverrine hyaenodonten ten tijde van het PETM naar Europa en vervolgens naar Noord-Amerika.
De proviverrine hyaenodonten waren over het algemeen relatief klein en lichtgebouwd met een lang lichaam, een lange staart en slanke poten. Ze hadden het formaat van een bunzing tot een vos. De kleinere vormen zoals Tritemnodon waren waarschijnlijk gegeneraliseerde carnivoren met een leefwijze die te vergelijken is met de civetkatten. Vogels, kleine zoogdieren, eieren en mogelijk ook insecten werden gegeten. Grotere vormen zoals Arfia en Prototomus hadden krachtigere kaken met tanden geschikt voor het scheuren van vlees. Deze proviverrine hyaenodonten hadden een vergelijkbare leefwijze als hedendaagse vossen en voedden zich met middelgrote zoogdieren, vogels en reptielen. De proviverrine hyaenodonten maakten in het Bridgerian plaats voor limnocyonide hyaenodonten. Alleen de vosachtige Sinopa overleefde tot het einde van het Bridgerian.

## Indeling
In sommige studies wordt de onderfamilie Proviverrinae wel gesplitst in drie afzonderlijke onderfamilies met de Europese vormen in de Proviverrinae sensu stricto en de Amerikaanse vormen in de Sinopaninae en Arfianinae.
- Onderfamilie Proviverrinae
  - Acarictis
  - Alienetherium
  - Allopterodon
  - Anasinopa
  - Cynohyaenodon
  - Kyawdawia
  - Masrasector
  - Matthodon
  - Metasinopa
  - Paracynohyaenodon
  - Paratritemnodon
  - Praecodens
  - Prodissopsalis
  - Protoproviverra
  - Proviverra
  - Proviverroides
  - Pyrocyon
  - Quercitherium
  - Tritemnodon
  - Yarshea